# Zagłębie Dąbrowskie
Zagłębie Dąbrowskie (hist. Zagłębie Polskie, niem. Dombrowaer Kohlebecken, Polnisches Kohlebecken) – region geograficzno-historyczny i kulturowy w Polsce, położony w zachodniej części Małopolski, w widłach rzeki Białej Przemszy, Czarnej Przemszy i Brynicy.
Współcześnie region znajduje się we wschodniej części województwa śląskiego i stanowi północno-wschodnią część Górnośląskiego Okręgu Przemysłowego.

## Nazwa
Nazwa Zagłębie Dąbrowskie składa się z dwóch wyrazów o różnym kontekście znaczeniowym:
- Nazwa Zagłębie nawiązuje do lokalizacji wgłębnej zasobów węgla kamiennego eksploatowanego na tym obszarze od II połowy XVIII w., a na szerszą skalę od I połowy XIX w. Zalegające w regionie złoża węgla kamiennego, zlokalizowane w charakterystycznych wgłębnych nieckach (zagłębieniach) stanowiły pretekst do przeniesienia używanej wobec nich nazwy na cały obszar, na którym występowały. Termin ten wymyślił około 1850 roku Józef Cieszkowski – wówczas naczelny zawiadowca kopalni rządowych Zachodniego Okręgu Węglowego w Dąbrowie[2][3][4].
- Człon Dąbrowskie został dodany na przełomie XIX oraz XX wieku i pochodzi od dominującego wówczas ośrodka przemysłowego, jakim była Dąbrowa Górnicza[2][3][4][5].

W niemieckiej literaturze fachowej region nazywany był najczęściej jako Polnische Kohlebecken, czyli Zagłębie Polskie (w opozycji do Zagłębia na Górnym Śląsku).

## Granice

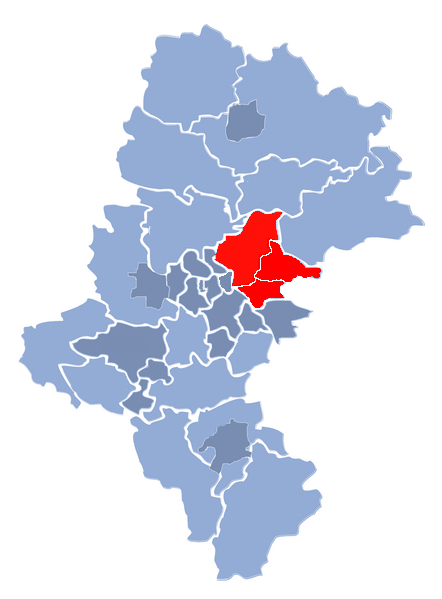
Zagłębie Dąbrowskie w ujęciu węższym na mapie województwa śląskiego. Uwaga: Miasto Sławków (powiat będziński) oraz gmina Ożarowice (powiat tarnogórski) nie zostały zaznaczone.

Nie ma pełnej zgodności co do dokładnych granic Zagłębia Dąbrowskiego. Najwyraźniejsza jest granica zachodnia, gdzie region sąsiaduje z Górnym Śląskiem oraz południowa, przebiegająca wzdłuż granic dwóch zaborów – rosyjskiego i austriackiego. Obie przebiegają wzdłuż podziałów historyczno-kulturowych i opierają się na rzece Brynicy oraz Przemszy Czarnej i Białej. Wschodnie i północne granice regionu są mało ostre. Im bardziej na wschód, tym samoświadomość regionalna mieszkańców tych terenów staje się coraz bardziej dyskusyjna. Z tego powodu granice regionu wyznacza się na cztery możliwe sposoby:
- W ujęciu najwęższym – Zagłębie Dąbrowskie obejmuje dawny rdzeń miejski i górniczy, który stanowił obszar współczesnych gmin: Sosnowiec (bez Jęzora, części Starego Sosnowca, Kolonii Cieśle i Wągródka), Dąbrowa Górnicza (bez Błędowa, Łęki, Łośnia, Okradzionowa, Trzebiesławic, Tucznawy i Ujejsca), Będzin, Czeladź (bez części prawobrzeżnej) i Wojkowice. Ponadto skrawki historycznego Zagłębia zlokalizowane są w granicach miasta Jaworzna (rejon prawego brzegu Białej Przemszy).
- W ujęciu węższym – Zagłębie Dąbrowskie obejmuje obszar gmin: Sosnowiec (bez Jęzora, części Starego Sosnowca), Dąbrowa Górnicza, Będzin, Czeladź, Wojkowice, Sławków, Psary, Bobrowniki, Ożarowice i Mierzęcice. W niektórych ujęciach bez Sławkowa i Mierzęcic, za to z niewielkimi skrawkami obszaru zlokalizowanego współcześnie w granicach miasta Jaworzna (rejon prawego brzegu Białej Przemszy).
- W ujęciu szerokim – Zagłębie Dąbrowskie obejmuje obszar współczesnych gmin: Sosnowiec (bez lub z Jęzorem), Będzin, Dąbrowa Górnicza, Czeladź (bez lub z częścią prawobrzeżną), Wojkowice, Sławków, Psary, Bobrowniki, Ożarowice, Mierzęcice, Siewierz.
- W ujęciu najszerszym – opierającym się na dawnym obszarze historyczno-etnograficznym. Zagłębie Dąbrowskie obejmuje gminy: Sosnowiec, Będzin, Dąbrowa Górnicza, Czeladź, Wojkowice, Sławków, Psary, Bobrowniki, Ożarowice, Mierzęcice, Siewierz, Łazy, Poręba, Zawiercie, Włodowice, Myszków, Ogrodzieniec, Kroczyce, Niegowa, Pilica, Żarnowiec, Wolbrom, Klucze, Olkusz, Bukowno, Sułoszowa, Gołaczewy, Jerzmanowice-Przeginia, Trzyciąż, Skała.

## Historia
Zagłębie Dąbrowskie jako region uformowało się w XIX wieku wraz z poprowadzeniem pomiędzy obszarem Królestwa Prus i Cesarstwa Rosyjskiego granicy państwowej na rzece Brynica w warunkach dynamicznie rozwijającego się w tym miejscu przemysłu opartego na bogatych zasobach eksploatowanych złóż węgla kamiennego i wzajemnej rywalizacji gospodarczej. Stosunki panujące w tych państwach zrodziły różnice kulturowe i społeczne między terenami Zagłębia i Śląska, tworząc świadomość odrębności ich mieszkańców i dopiero od tego czasu można mówić o nim jako osobnym regionie. Doszły do tego różnice w zagospodarowywaniu terenów obu obszarów, odmienne typy gospodarki i poziom cywilizacyjny ludności. Powstałe różnice stanowią podstawę uznania odrębności Zagłębia i Górnego Śląska również w czasach obecnych.
W latach 1443–1790 tereny położone na zachód od Czarnej Przemszy aż po rzekę Brynicę z Siewierzem i Czeladzią stanowiły południową część księstwa siewierskiego, którego obszar w kolejnych latach przyłączono do województwa krakowskiego w Rzeczypospolitej Obojga Nrodów.

### Okres rozbiorów Polski

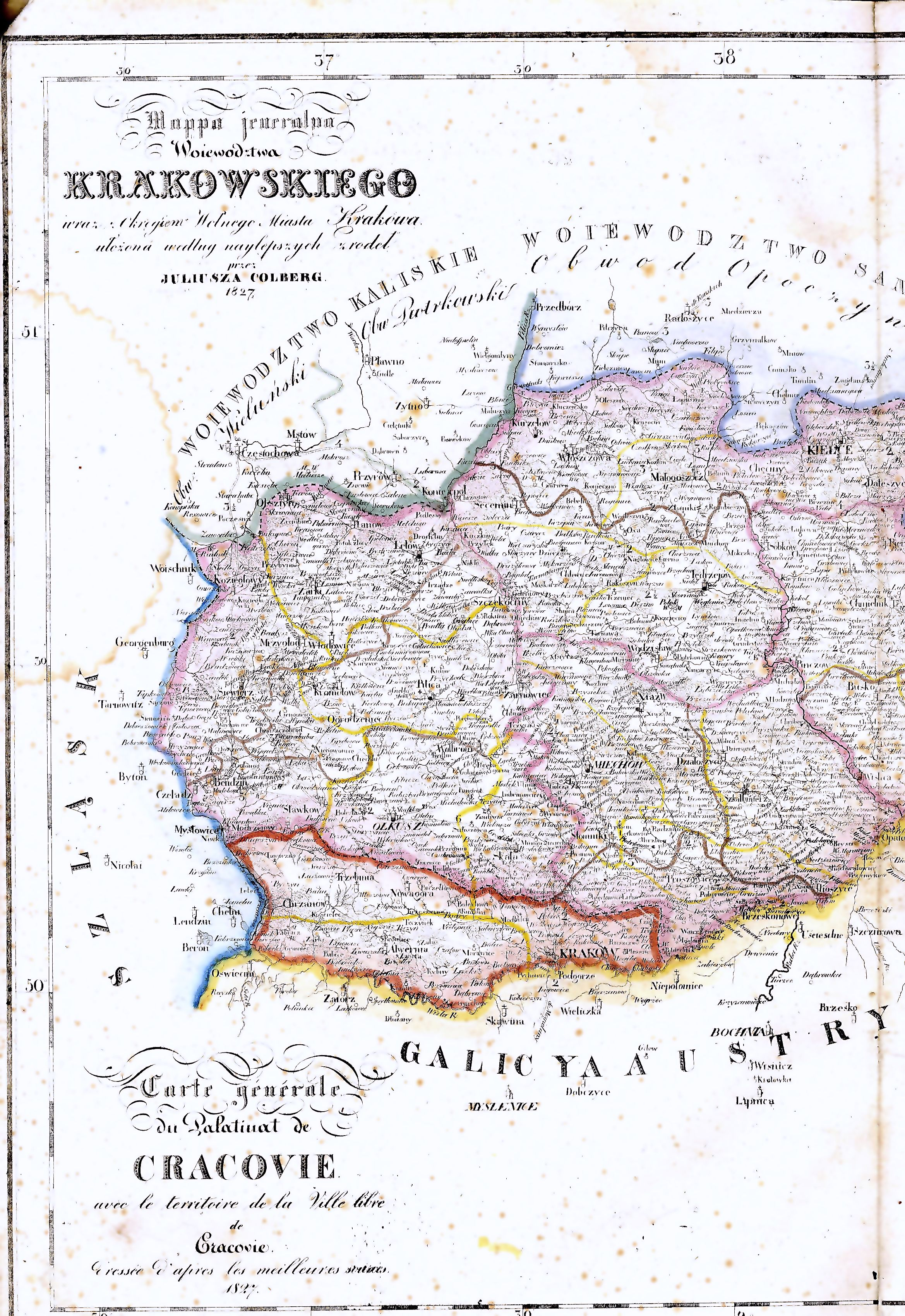
Mapa województwa krakowskiego z Zagłębiem Dąbrowskim w czasie jego utworzenia.

Po III rozbiorze teren ten należał krótko (1795–1807) do Prus jako nowo utworzona prowincja pod nazwą Nowy Śląsk, a następnie do Księstwa Warszawskiego w departamencie krakowskim i Królestwa Kongresowego (1815–1914) – najpierw jako część województwa krakowskiego, później guberni radomskiej, a po powstaniu styczniowym guberni piotrkowskiej.

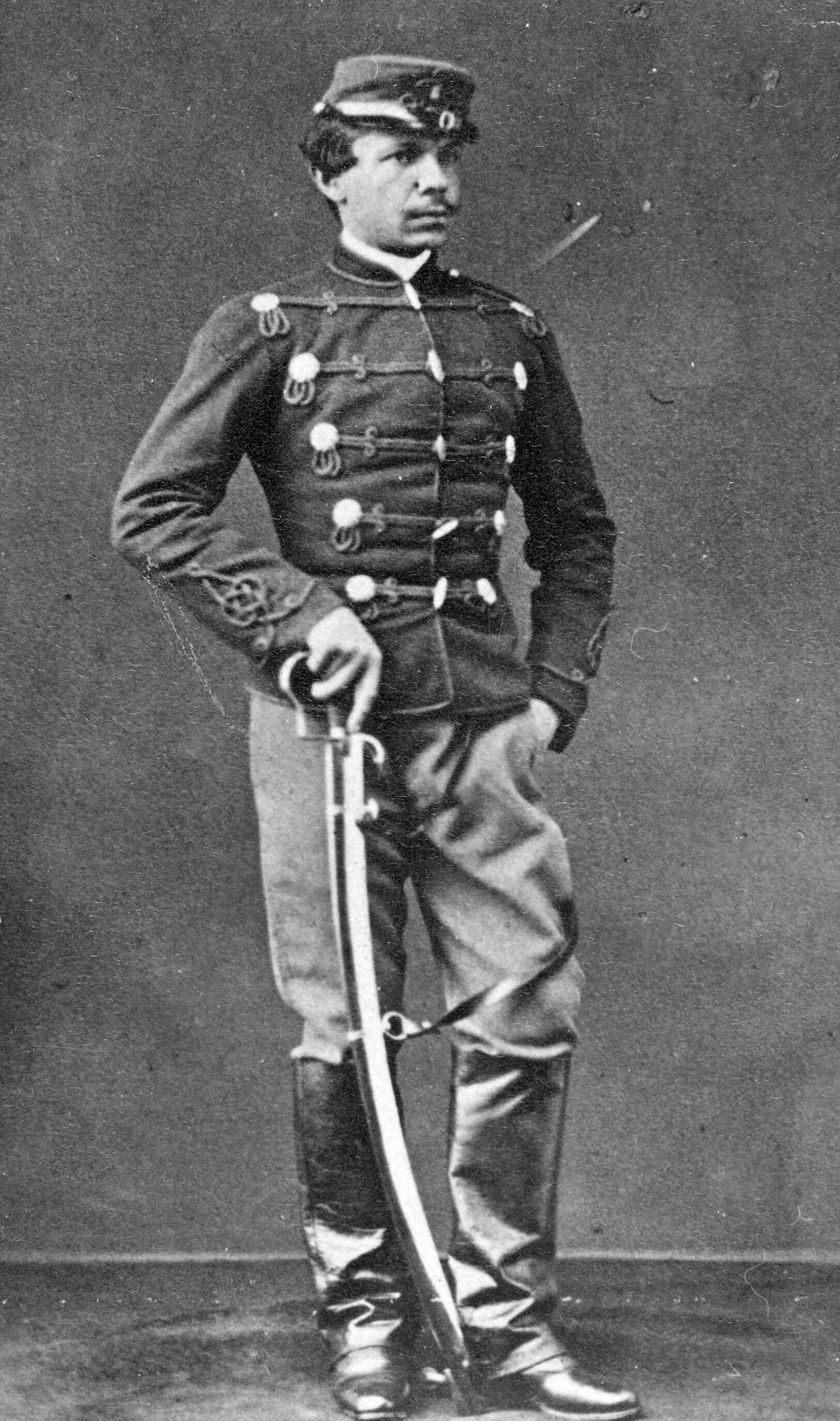
Teodor Cieszkowski – jeden z dowódców powstania styczniowego, bezpośrednio dowodzący atakiem na dworzec w Sosnowcu.

Pod zaborem rosyjskim miały tu miejsce walki w trakcie powstania styczniowego. Bitwa o Sosnowiec, zakończona sukcesem, pozwoliła na krótki okres kontroli tego terenu przez władze Rządu Narodowego. Podobna sytuacja powtórzyła się w trakcie rewolucji 1905 roku, kiedy to powołano do istnienia Republikę Zagłębiowską.

### Industrializacja
Od początku XIX wieku region ulegał znacznym przeobrażeniom i napływowi ludności związanym z odkryciem na jego terenie pokładów węgla. Główna Dyrekcja Górnicza w Kielcach utworzyła tu wówczas Dozorstwo Olkusko-Siewierskie, a w 1833 roku, gdy pieczę nad rozwojem rządowych kopalń i hut przejął Bank Polski, zostało ono włączone wraz z dozorstwem pankowskim do nowo powstałego Zachodniego Okręgu Górniczego ze stolicą w Dąbrowie Górniczej. W 1848 roku została ukończona linia kolejowa łącząca Warszawę z Maczkami, tzw. Kolej Warszawsko-Wiedeńska.

### II Rzeczpospolita
W II Rzeczypospolitej obszar Zagłębia wraz z Częstochową i Kielcami jako stolicą wszedł w skład województwa kieleckiego. 1 stycznia 1927 roku powstał powiat zawierciański, a 12 kwietnia 1928 roku utworzony został powiat grodzki dla miasta Sosnowiec. Zagłębie Dąbrowskie stanowiło najbardziej zurbanizowany obszar województwa kieleckiego. W chwili powstania tego województwa Sosnowiec był największym jego miastem, później zaś drugim takowym, ustępując Częstochowie, a wyprzedzając dalsze w kolejności Radom i Kielce. W stolicy województwa, Kielcach, znajdował się oddział wychodzącego w Sosnowcu wysokonakładowego dziennika Expres Zagłębia. W roku 1928 z Zagłębia Dąbrowskiego pochodziło ok. 18% polskiego wydobycia węgla kamiennego, w 1938 – 17%.

### Okres okupacji niemieckiej i Polski Ludowej
Działania wojenne 1939–1945 nie spowodowały większych zniszczeń w Zagłębiu Dąbrowskim, jednak zakłady uległy zdewastowaniu. Wielkość wydobycia węgla z 1938 r. przekroczono dopiero w 1948, a w 1955 r. osiągnęło ono ok. 11,6 mln ton (12,3% wydobycia krajowego). Z początkiem okupacji niemieckiej masowym zjawiskiem stało się podpalanie przez funkcjonariuszy SS, policji i żołnierzy niemieckich synagog i bóżnic oraz bezczeszczenie wnętrz i ksiąg religijnych. Profanowano również cmentarze żydowskie. Zakończenie panowania reżimu III Rzeszy w Zagłębiu Dąbrowskim nastąpiło w wyniku operacji wiślańsko-odrzańskiej prowadzonej przez 1 Front Ukraiński Armii Czerwonej  Po zakończeniu wojny nie rozbudowywano hutnictwa żelaza, ale za to wznowiono wydobycie rud cynku i galmanu w rejonie Olkusza w Zakładach Górniczo-Hutniczych „Bolesław”. W 1949 r. w Zagłębiu Dąbrowskim działało ok. 450 zakładów przemysłowych, które zatrudniały ok. 80 tys. pracowników. Po 1945 r. nastąpiła integracja Zagłębia Dąbrowskiego z Zagłębiem Górnośląskim, a w latach 50. XX wieku weszły one w skład Górnośląskiego Okręgu Przemysłowego.

## Miasta
Do miast Zagłębia Dąbrowskiego (w najszerszym ujęciu) należą:
| Lp. | Miasto           | Populacja | Powierzchnia | Województwo |
| --- | ---------------- | --------- | ------------ | ----------- |
| 1.  | Sosnowiec        | 189 178   | 91,16 km²    | śląskie     |
| 2.  | Dąbrowa Górnicza | 114 765   | 188,73 km²   | śląskie     |
| 3.  | Będzin           | 54 322    | 37,50 km²    | śląskie     |
| 4.  | Zawiercie        | 46 727    | 85,3 km²     | śląskie     |
| 5.  | Olkusz           | 32 670    | 25,65 km²    | małopolskie |
| 6.  | Czeladź          | 30 165    | 16,40 km²    | śląskie     |
| 7.  | Myszków          | 29 717    | 73,60 km²    | śląskie     |
| 8.  | Bukowno          | 9604      | 64,59 km²    | małopolskie |
| 9.  | Wojkowice        | 8543      | 12,77 km²    | śląskie     |
| 10. | Poręba           | 8179      | 40,04 km²    | śląskie     |
| 11. | Wolbrom          | 8155      | 10,12 km²    | małopolskie |
| 12. | Sławków          | 6879      | 36,60 km²    | śląskie     |
| 13. | Łazy             | 6461      | 8,60 km²     | śląskie     |
| 14. | Siewierz         | 5714      | 38,22 km²    | śląskie     |
| 15. | Żarki            | 4378      | 25,68 km²    | śląskie     |
| 16. | Ogrodzieniec     | 4115      | 28,56 km²    | śląskie     |
| 17. | Skała            | 3876      | 2,97 km²     | małopolskie |
| 18. | Szczekociny      | 3370      | 17,98 km²    | śląskie     |
| 19. | Koziegłowy       | 2395      | 26,71 km²    | śląskie     |
| 20. | Pilica           | 1776      | 8,22 km²     | śląskie     |
| 21. | Włodowice        | 1151      | 23,48 km²    | śląskie     |

## Stolica
Zagłębie Dąbrowskie jest krainą historyczną, więc o jej stolicy można mówić jedynie w kontekście historycznym. Nie ma wątpliwości co do historycznej stolicy, którą jest Będzin – prawa miejskie na prawie polskim uzyskał w 1346 roku.
Nieformalnie za współczesną stolicę regionu uznaje się Sosnowiec, z uwagi na największą liczbę mieszkańców wśród miast Zagłębia Dąbrowskiego. Nie zostało to jednak nigdy oficjalnie i jednoznacznie ustalone, stąd pojawiają się opinie podważające stołeczność tego miasta.

## Galeria

Zakłady przemysłowe i osiedla robotnicze
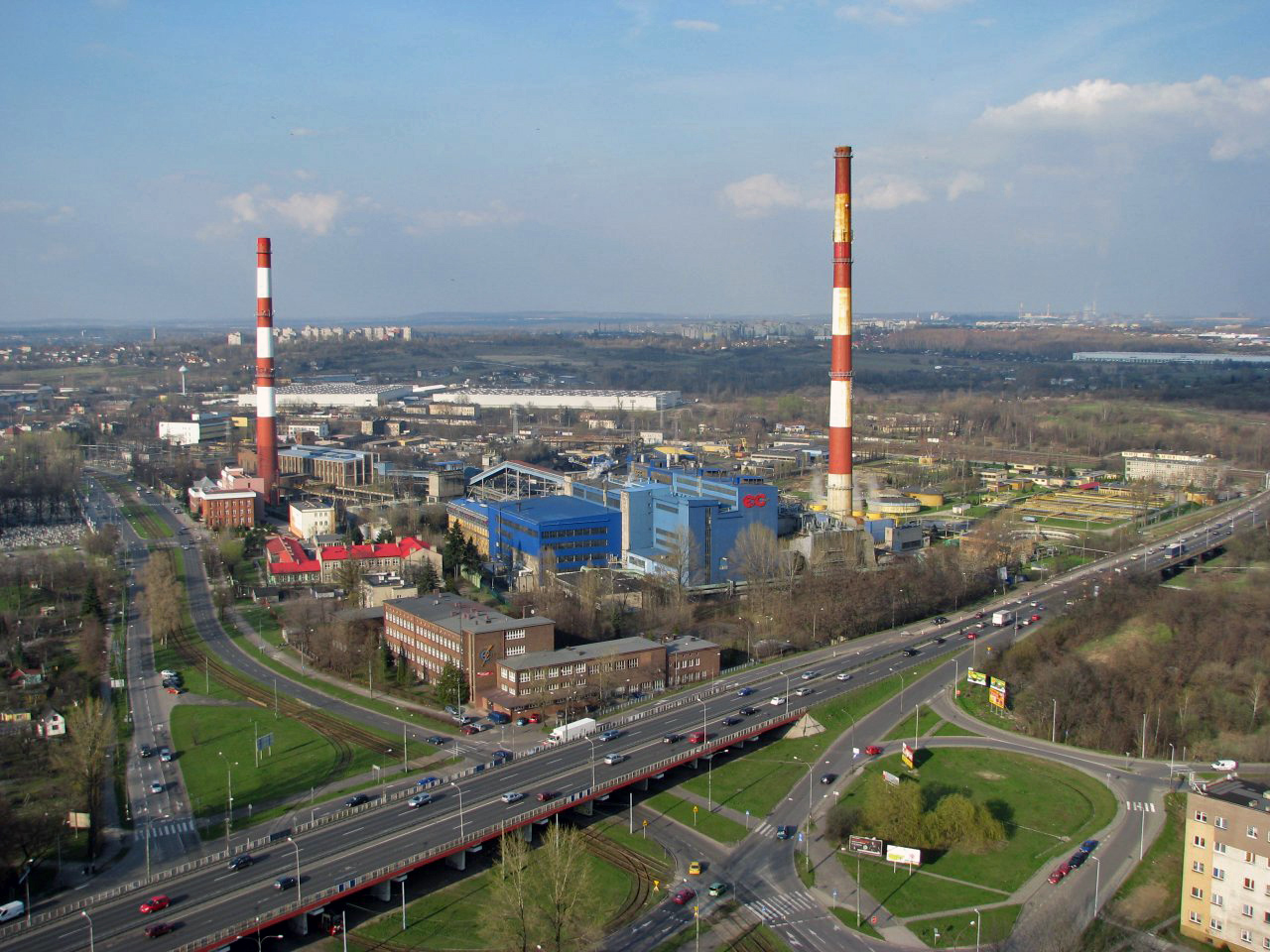
Elektrociepłownia Będzin
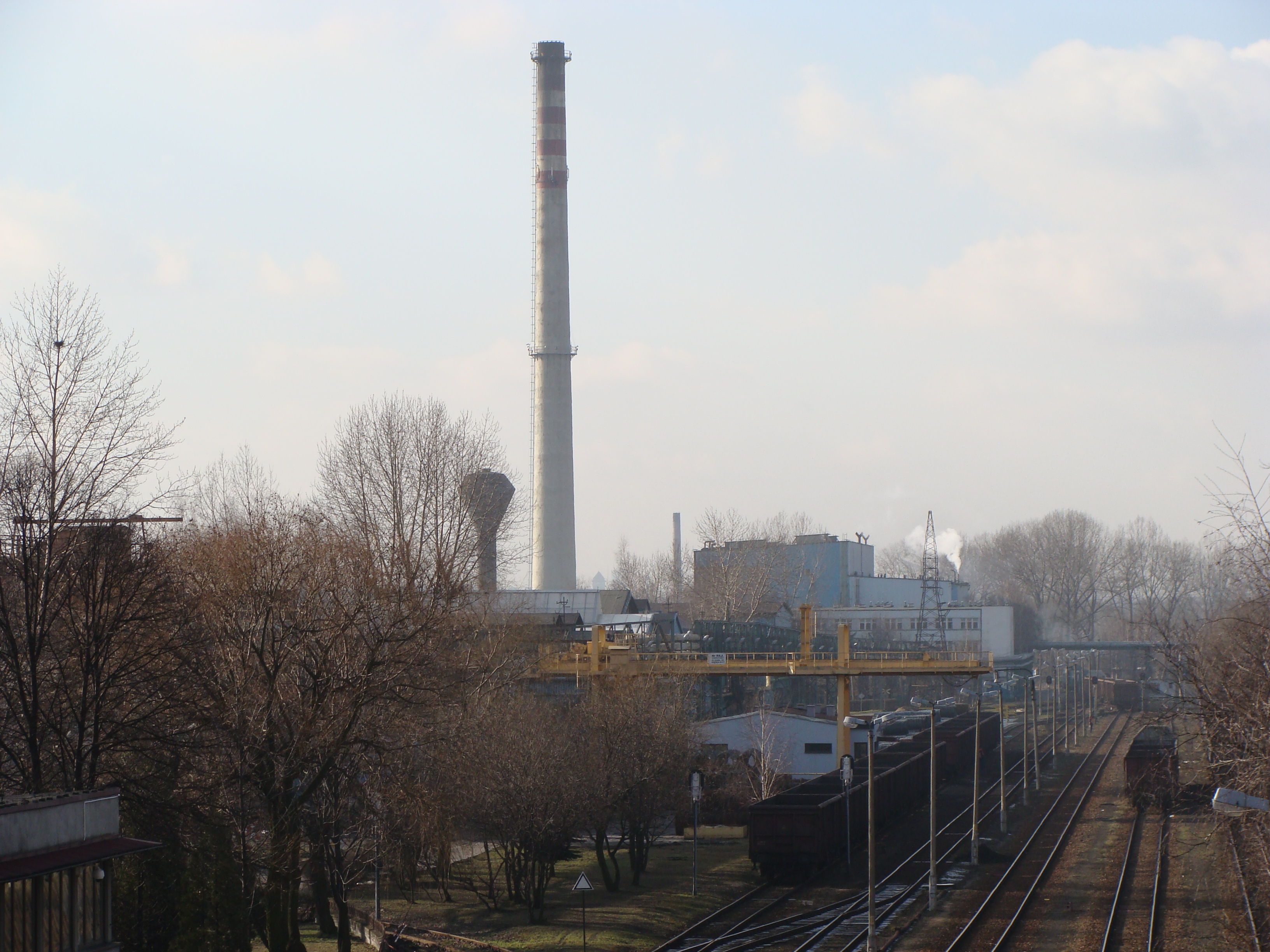
Huta ArcelorMittal Poland w Sosnowcu
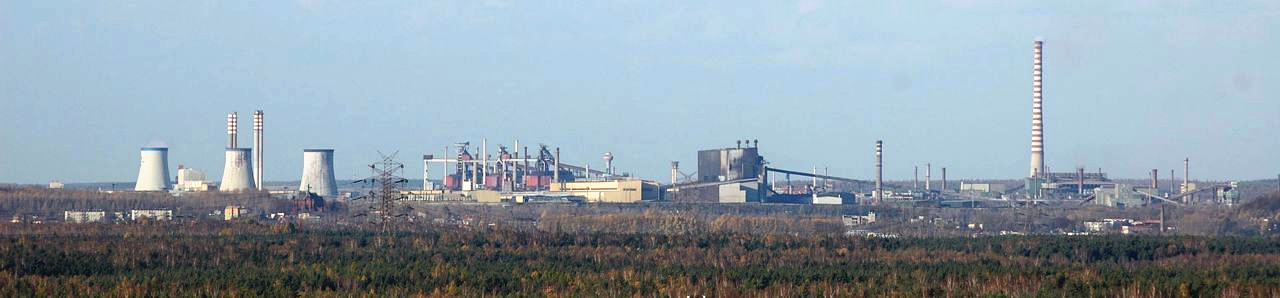
Huta ArcelorMittal Poland w Dąbrowie Górniczej
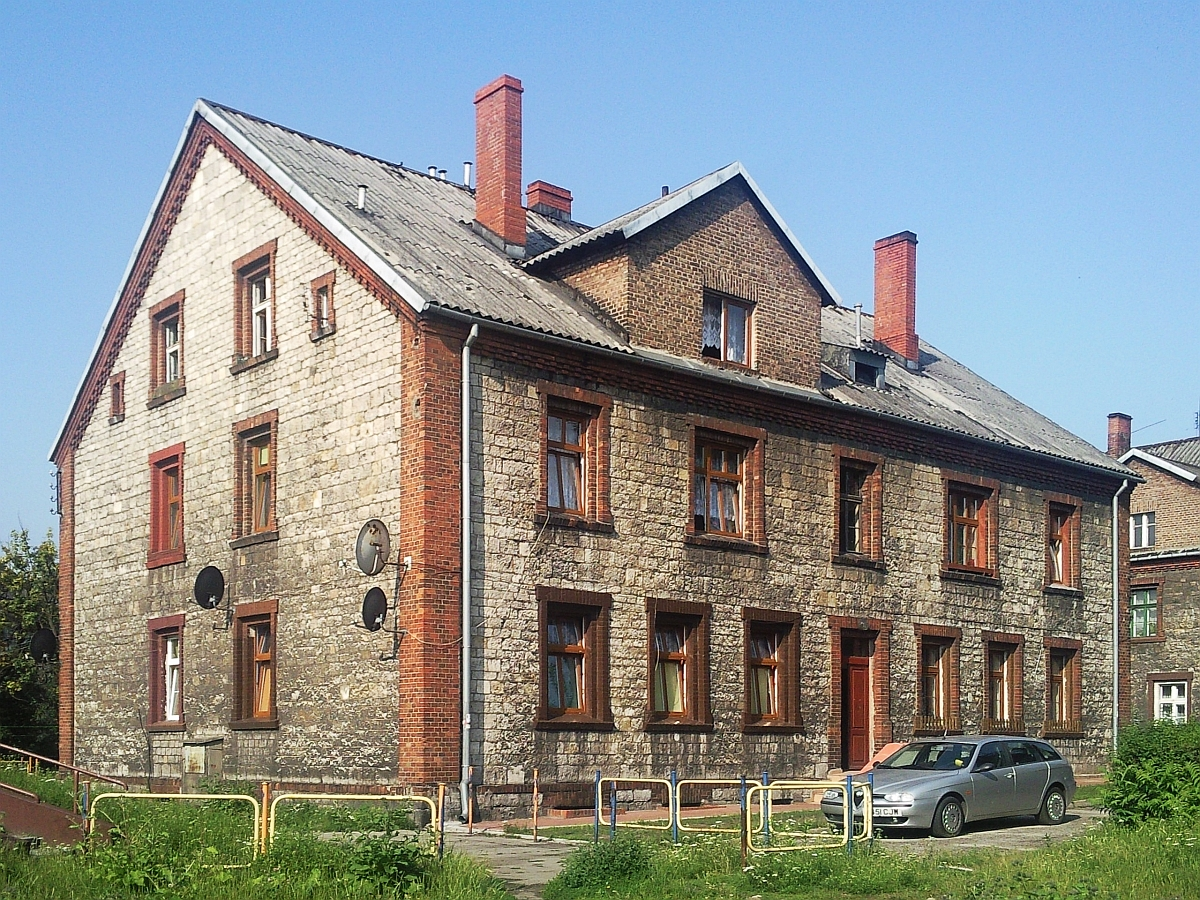
Osiedle Piaski w Czeladzi
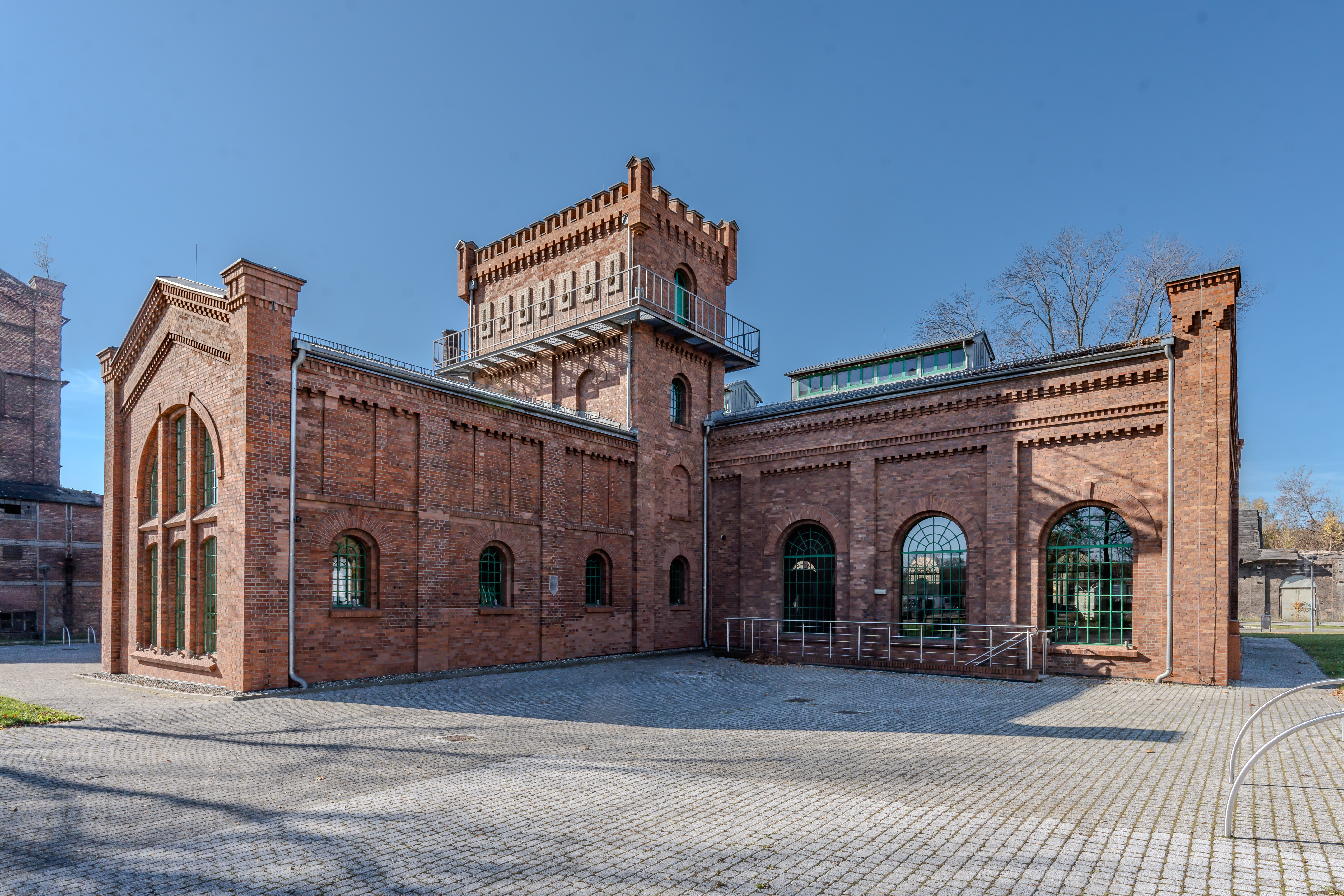
Galeria Elektrownia w Czeladzi

Zamki i pałace
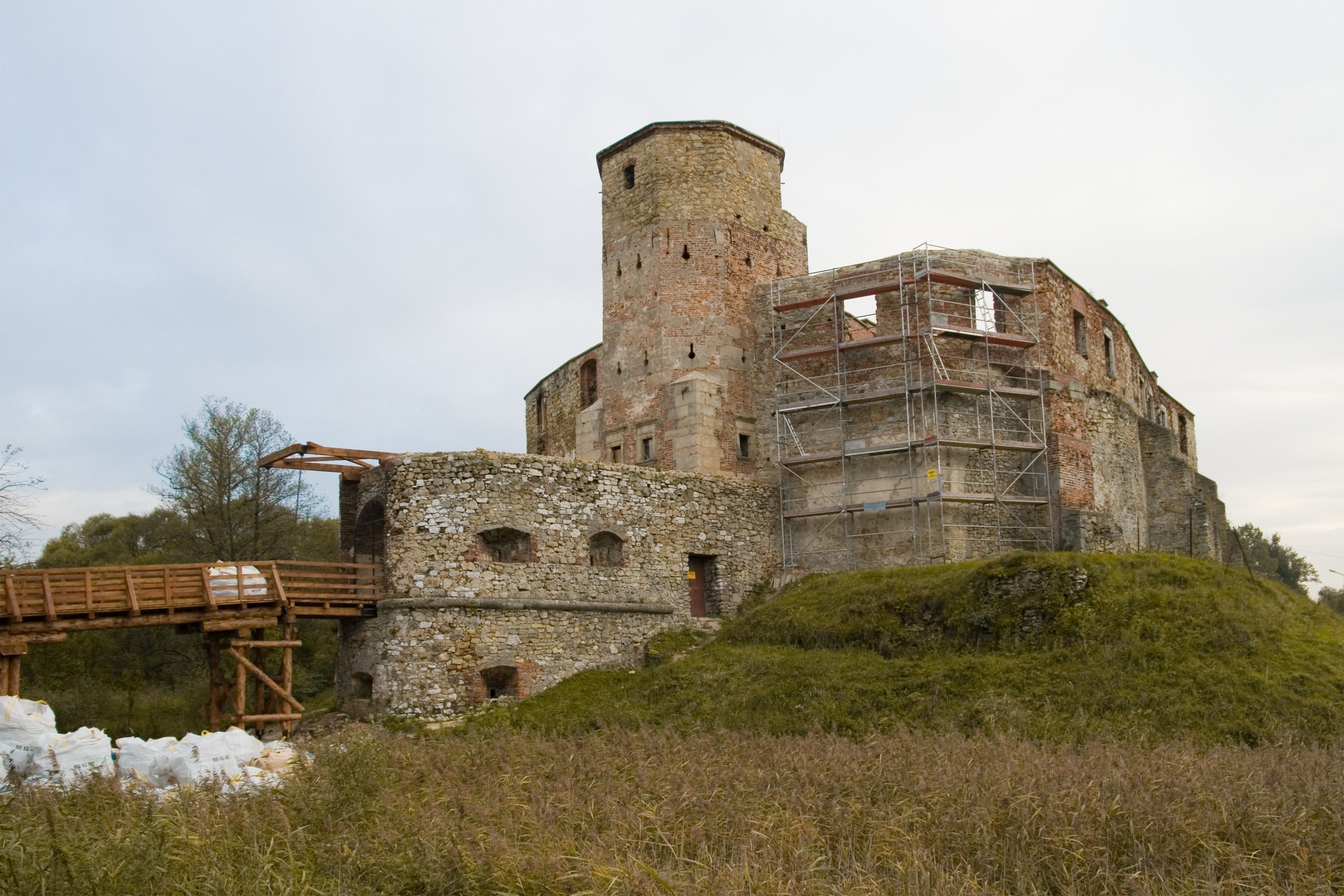
Zamek biskupów krakowskich w Siewierzu
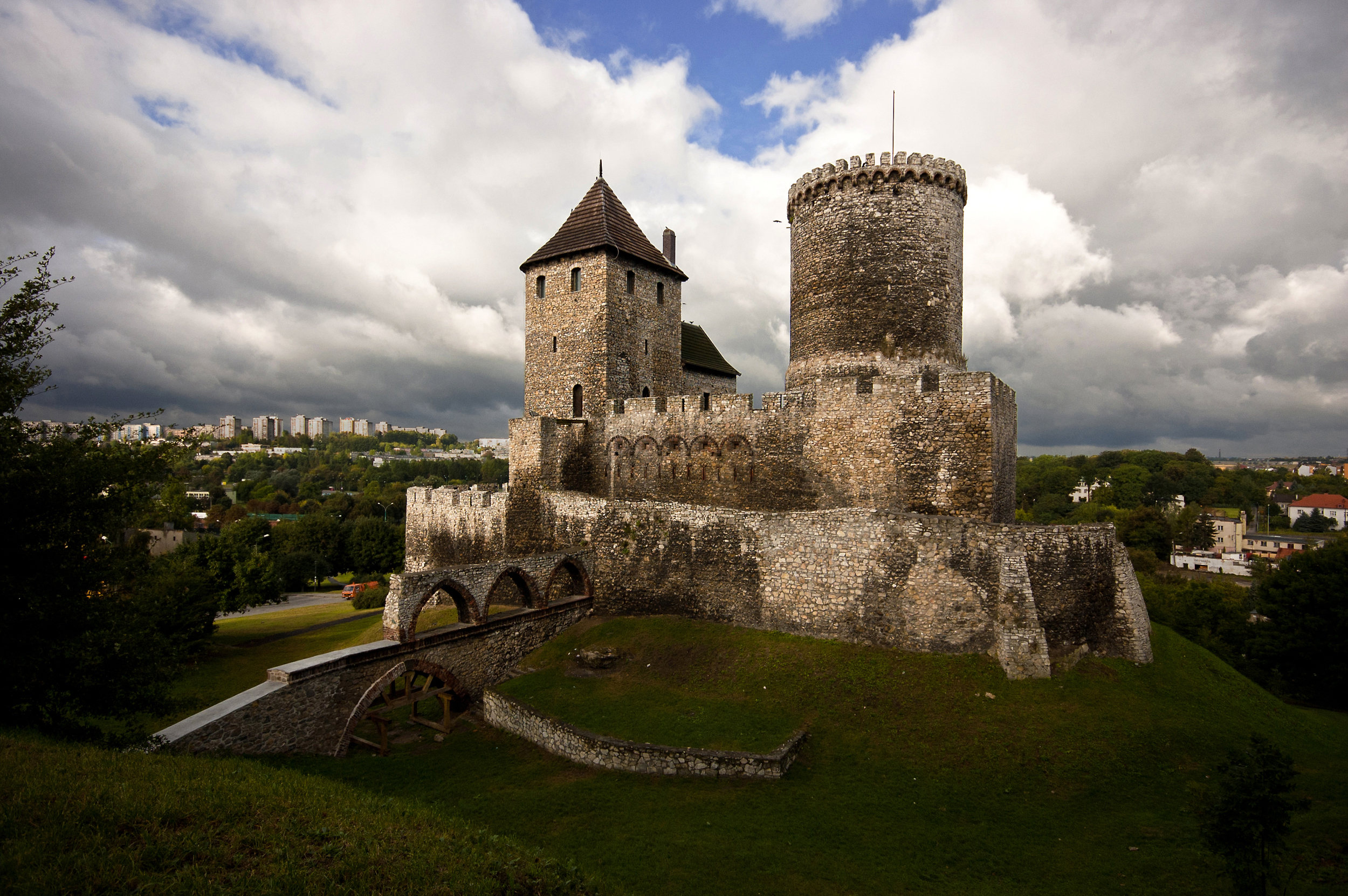
Zamek w Będzinie
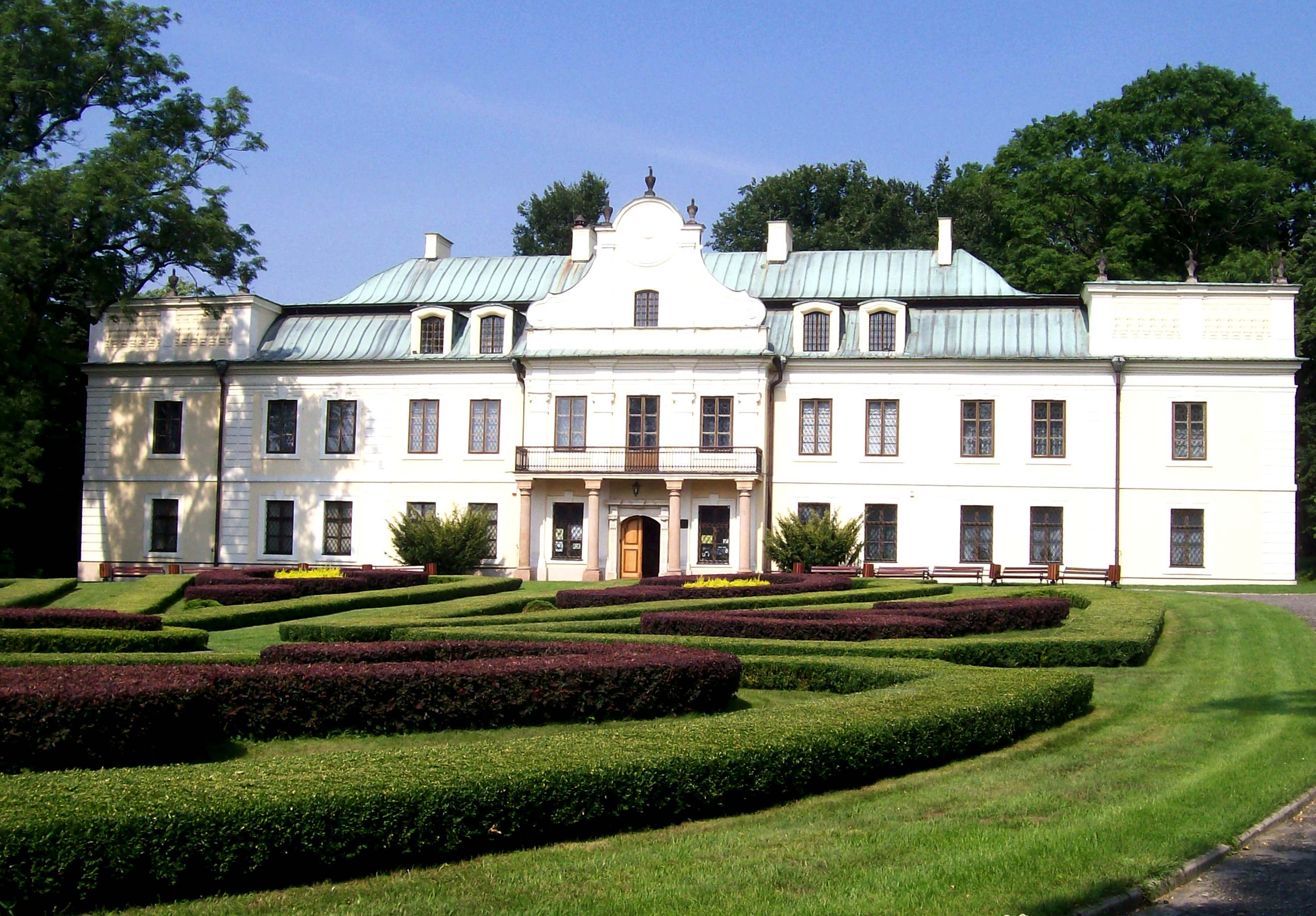
Pałac Mieroszewskich w Będzinie
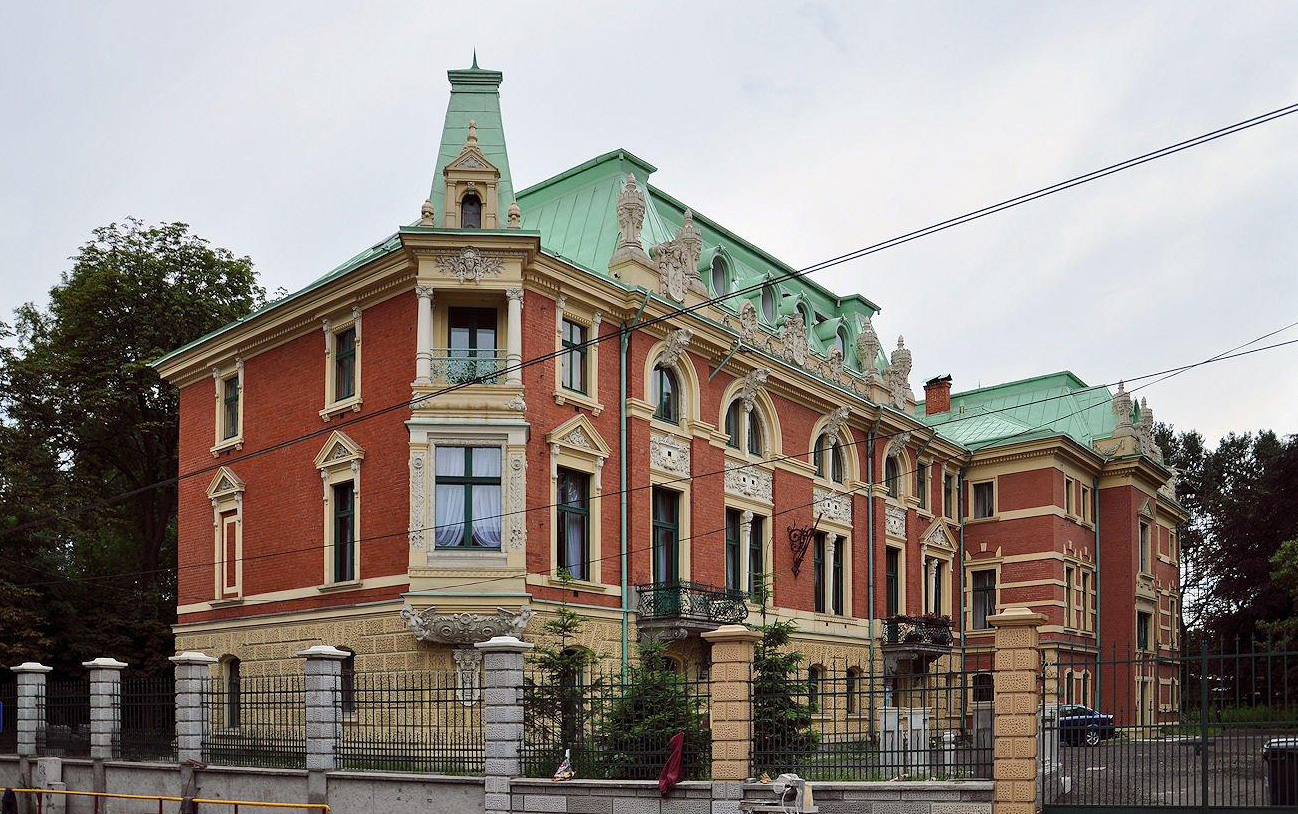
Pałac Dietla w Sosnowcu
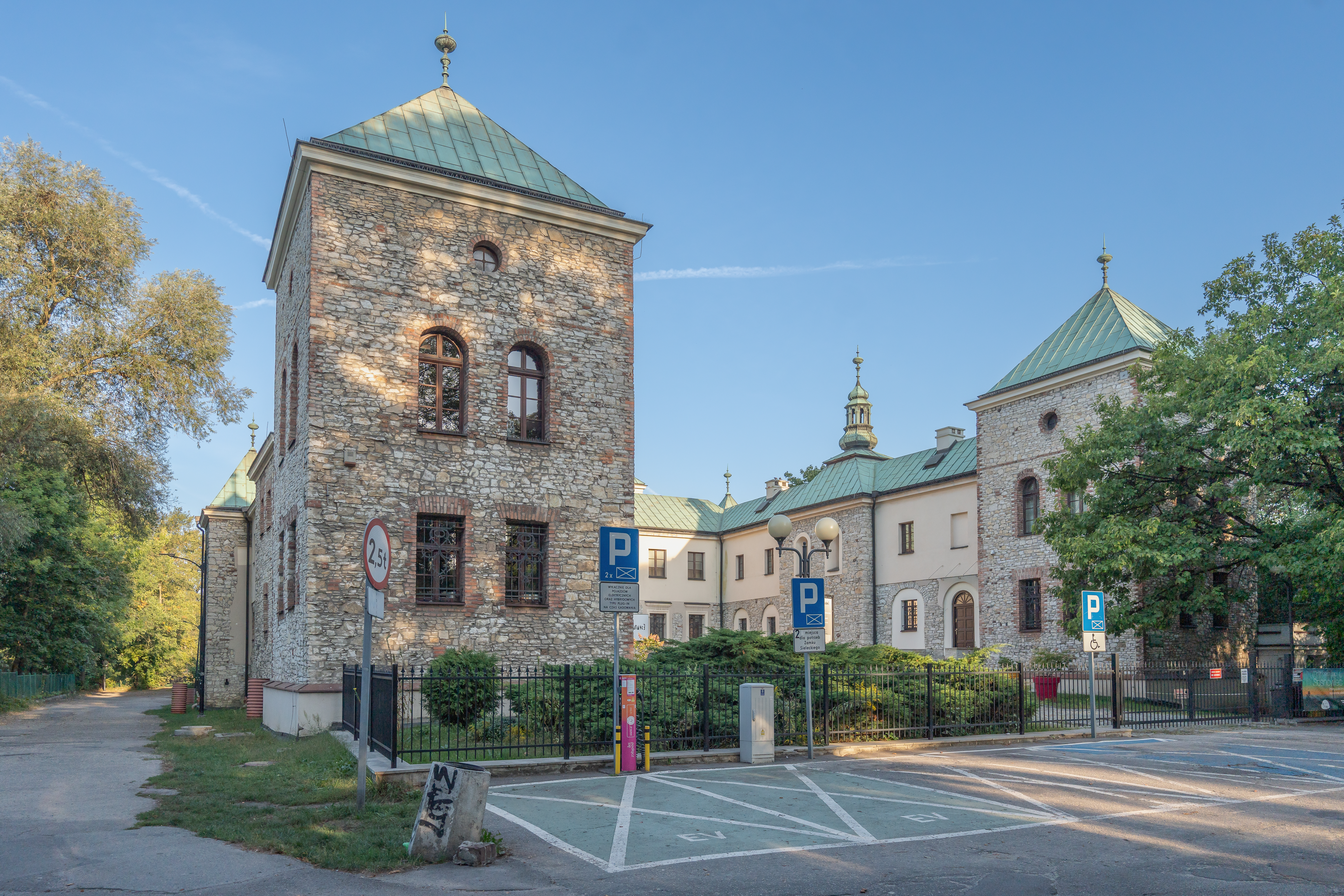
Zamek Sielecki w Sosnowcu
Pałac Schöna w Sosnowcu

Kościoły
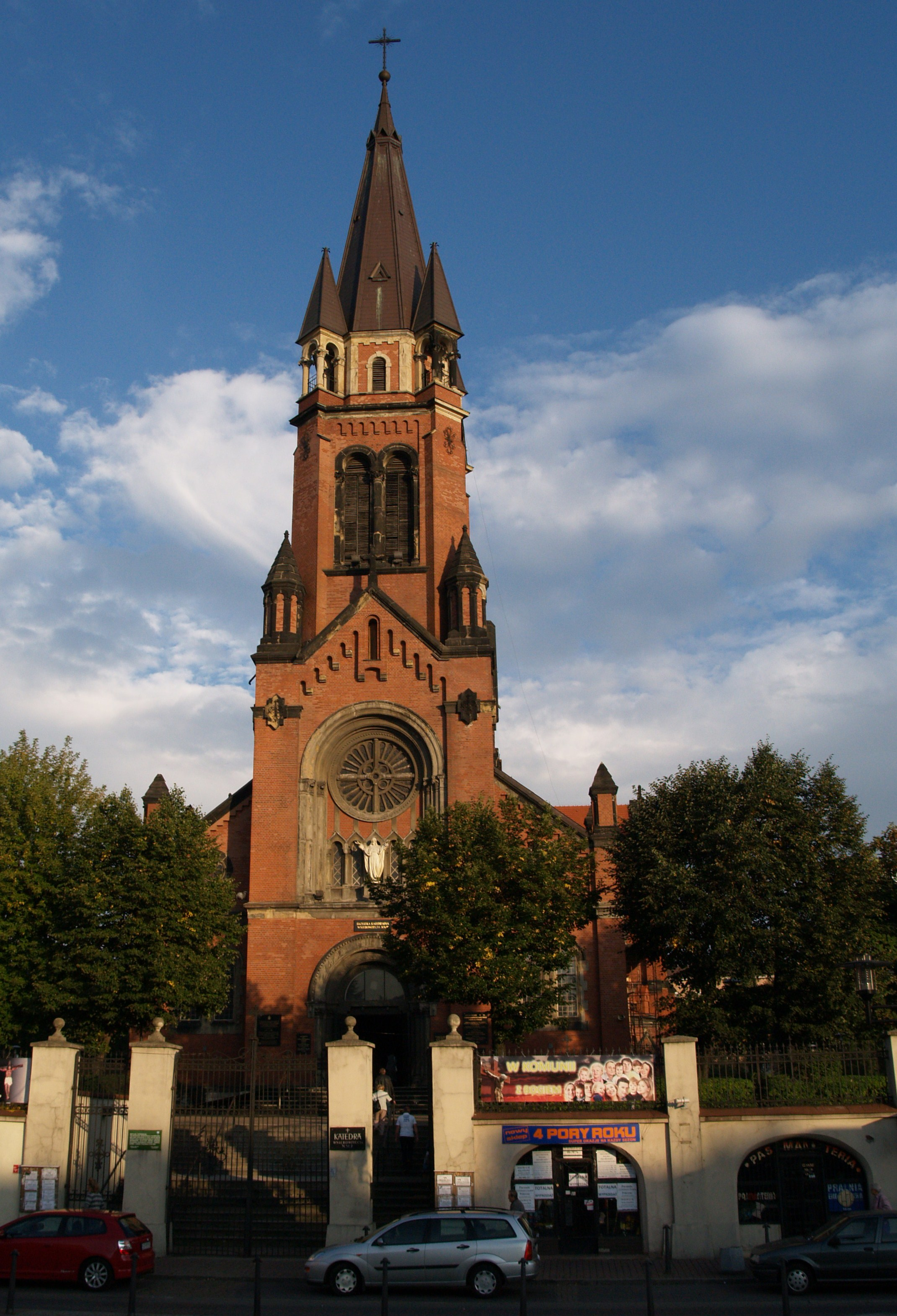
Katedra w Sosnowcu
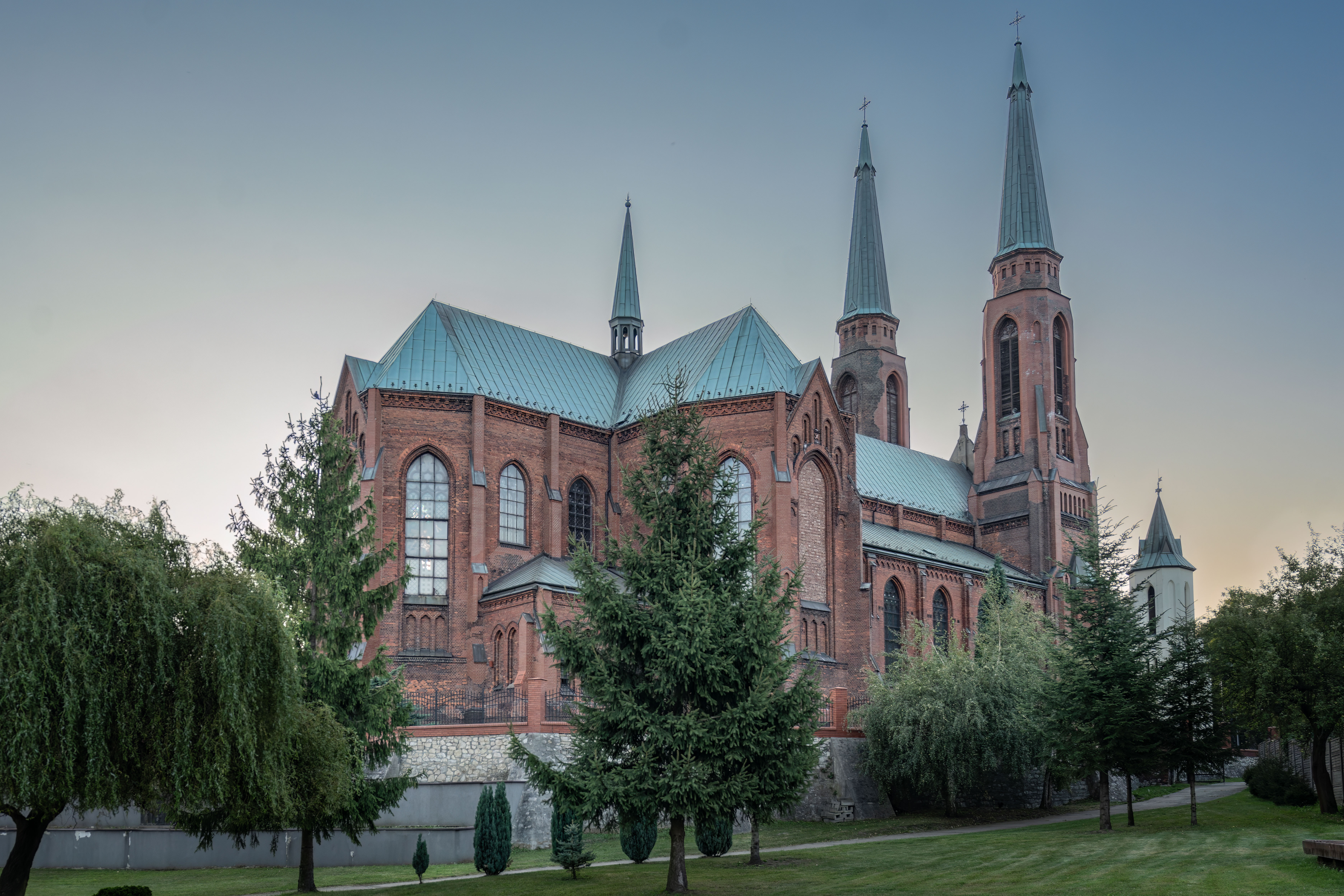
Kościół św. Joachima w Sosnowcu
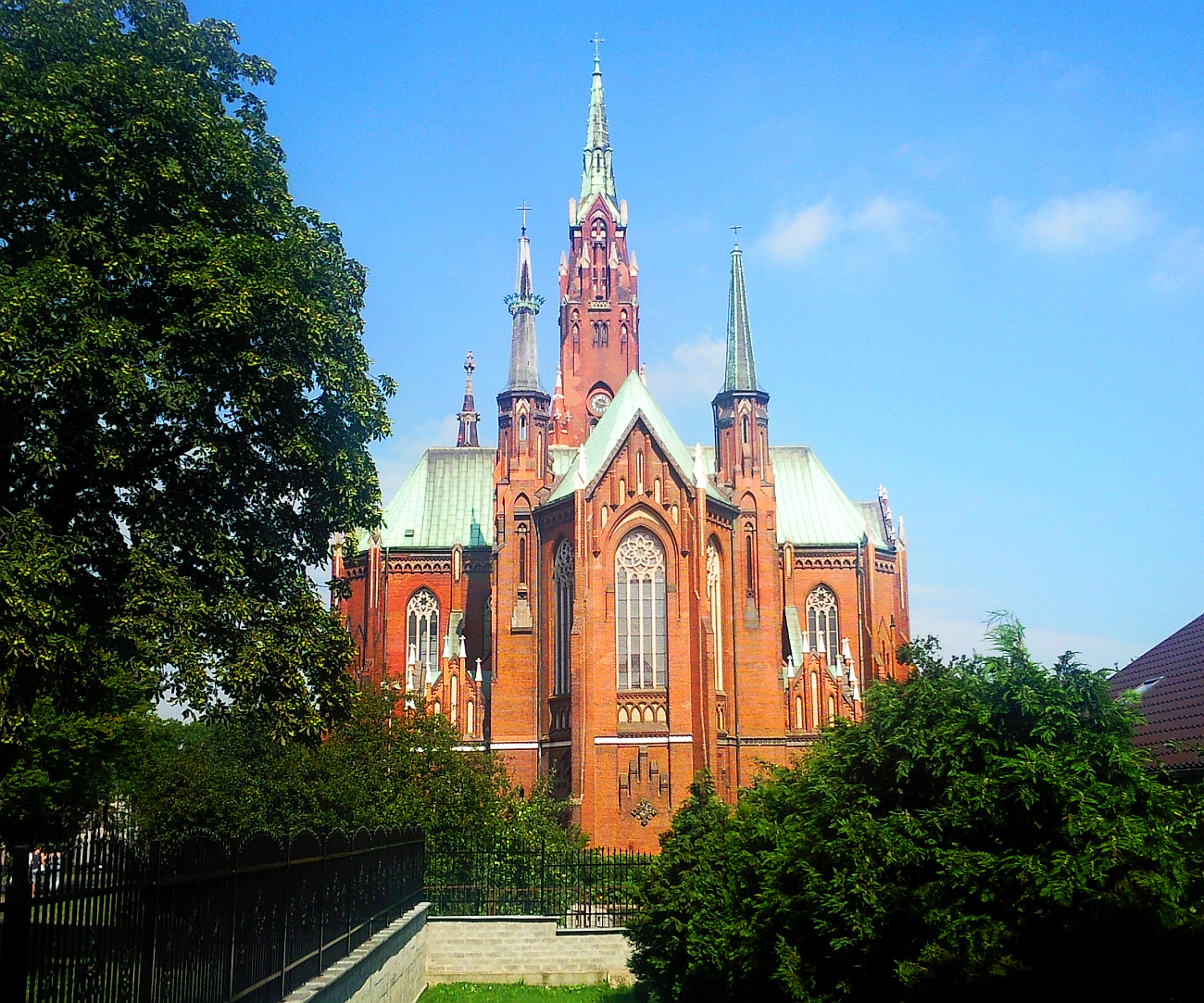
Bazylika Najświętszej Maryi Panny Anielskiej w Dąbrowie Górniczej
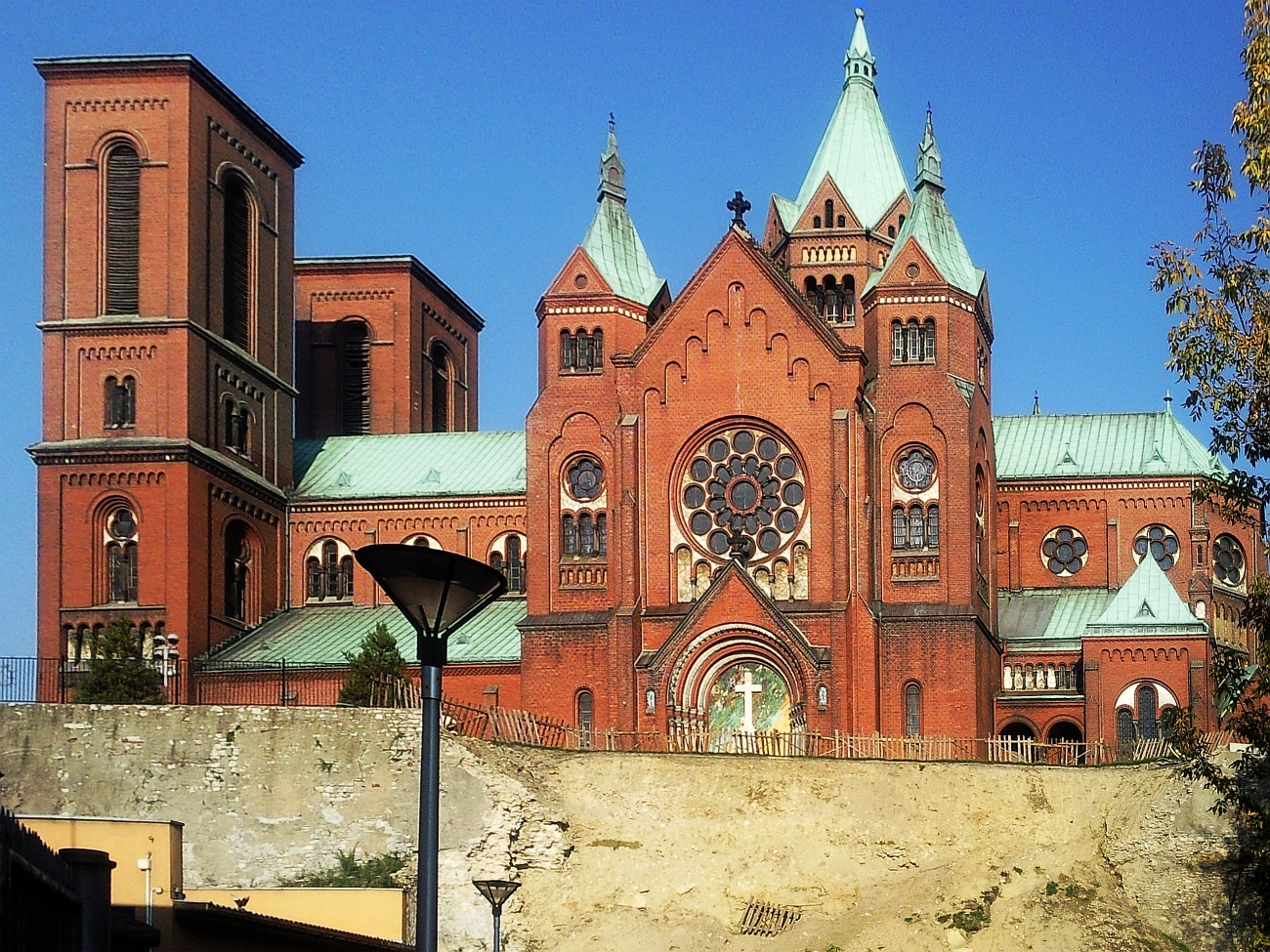
Kościół św. Stanisława Biskupa i Męczennika w Czeladzi
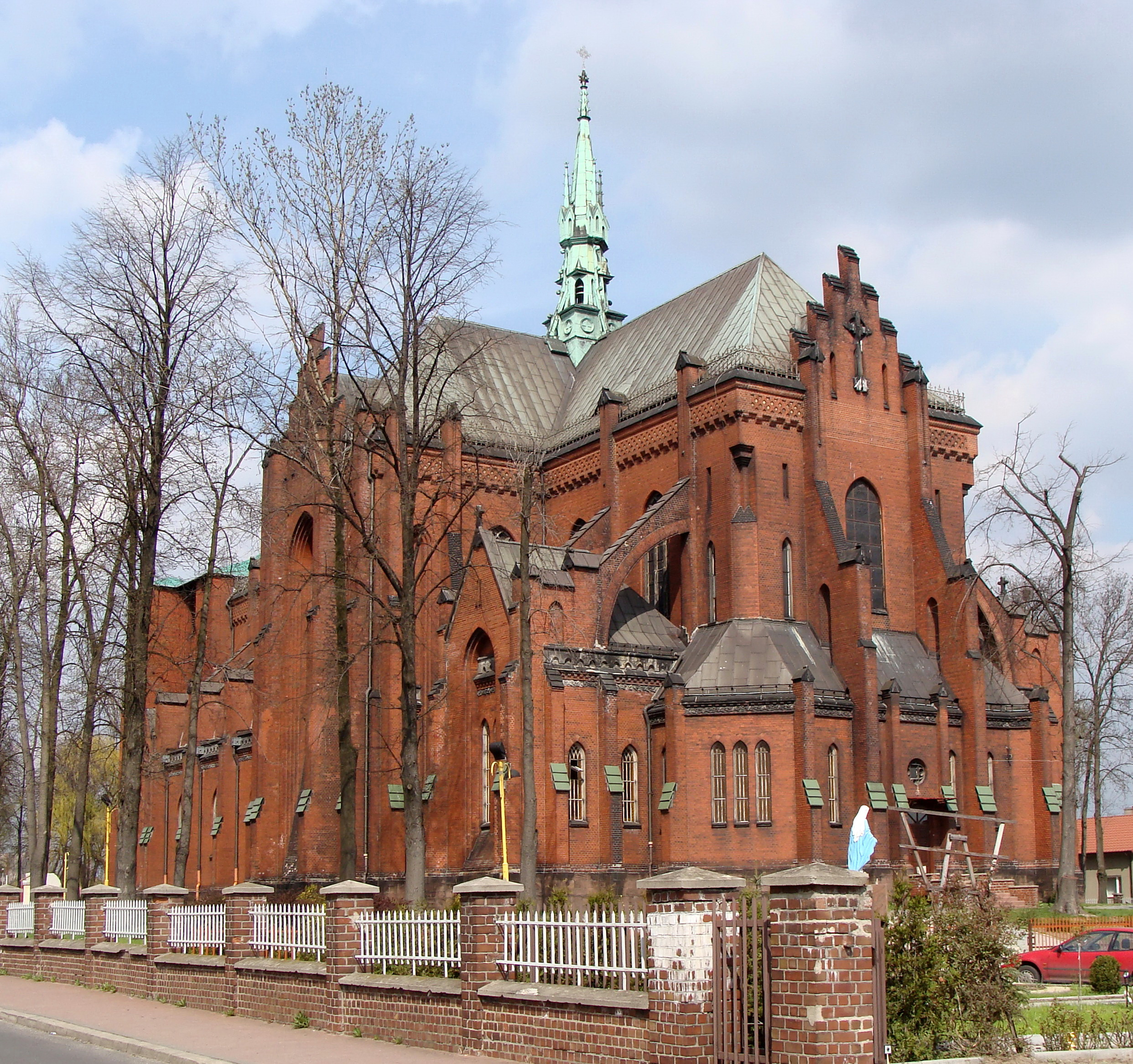
Bazylika Najświętszego Serca Pana Jezusa w Strzemieszycach Wielkich